# Dolomiti di Gardena e di Fassa
Le Dolomiti di Gardena e di Fassa (dette anche Dolomiti Nord-occidentali) sono una sottosezione delle Dolomiti, in Italia (regione Trentino-Alto Adige e regione Veneto): costituiscono la parte nord-occidentale delle Dolomiti, prendendo il nome dalla Val Gardena e dalla Val di Fassa, con la vetta più alta rappresentata dalla Marmolada che raggiunge i 3.343 m s.l.m..

## Delimitazioni
Confinano:

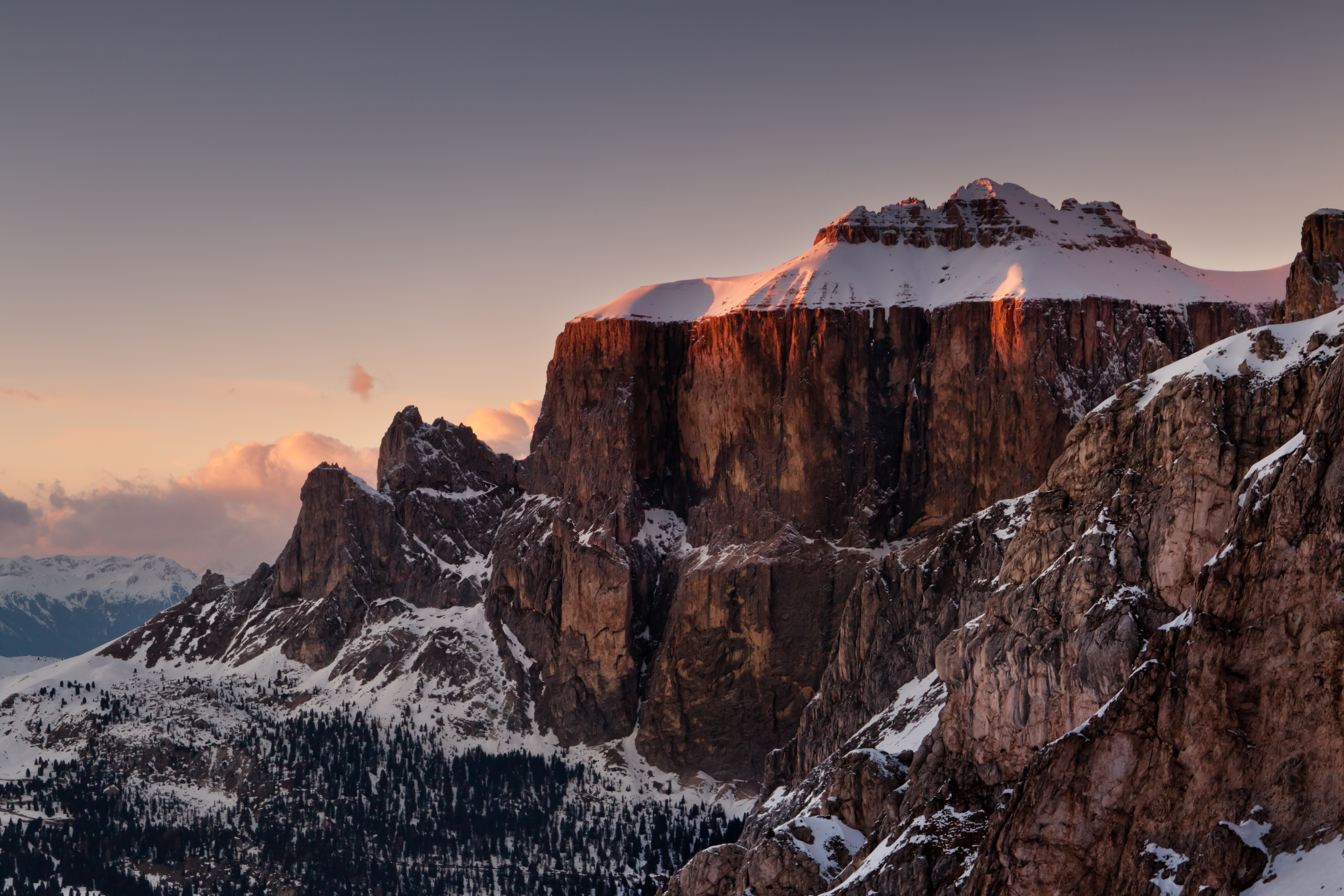
Gruppo del Sella

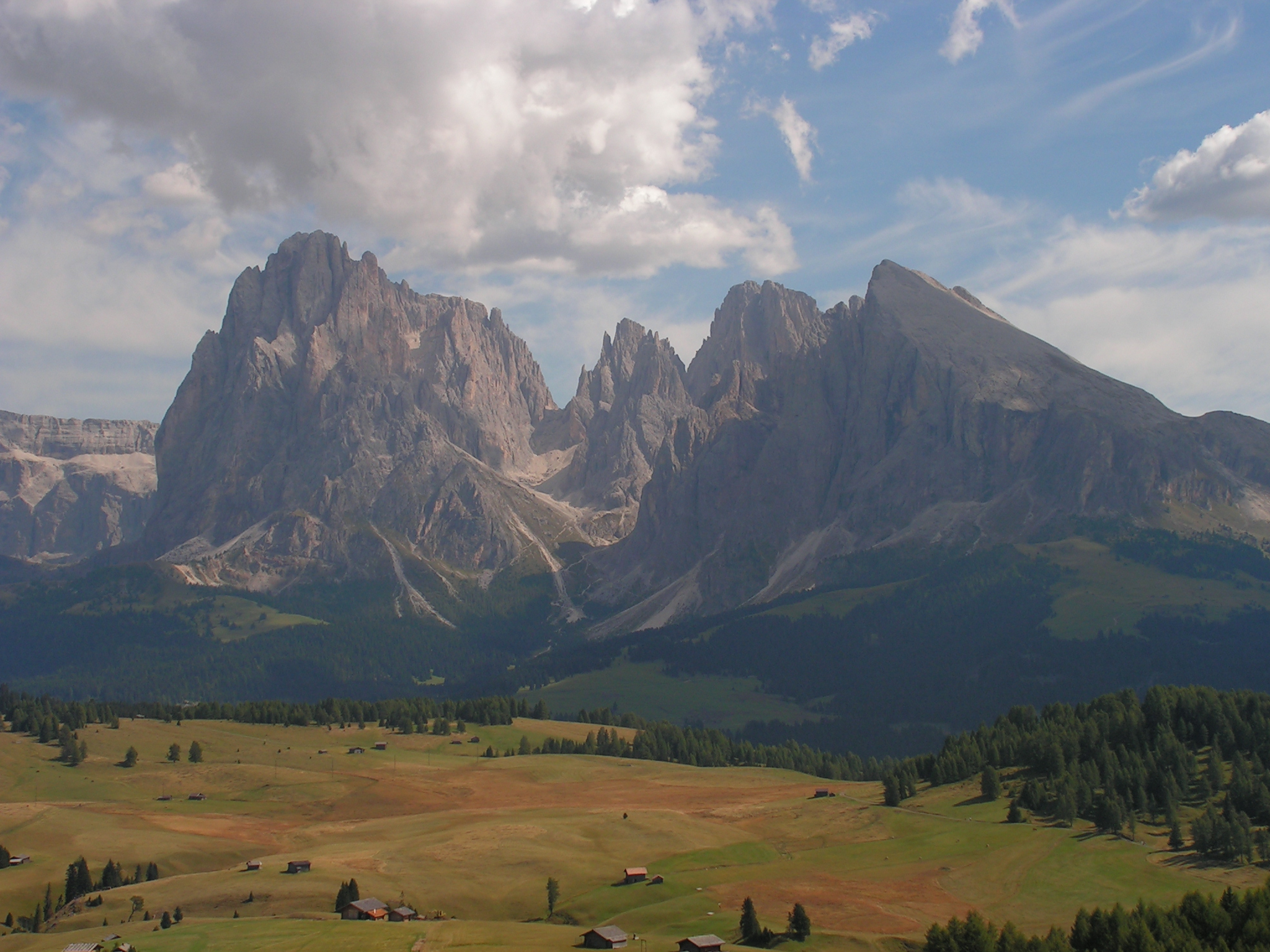
Gruppo del Sassolungo

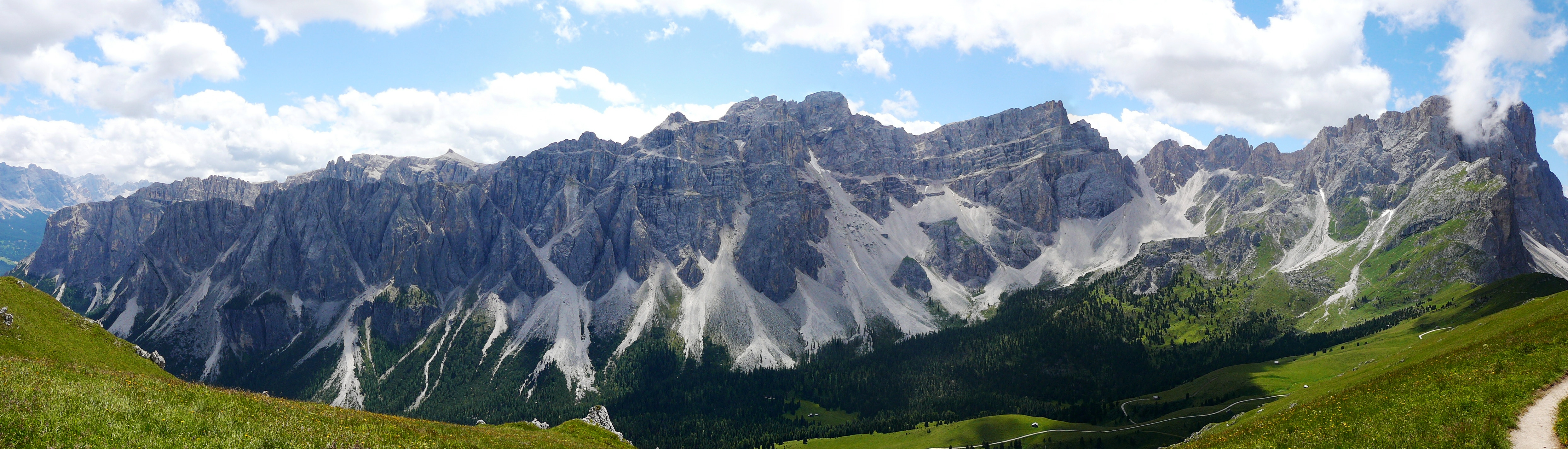
Gruppo del Puez

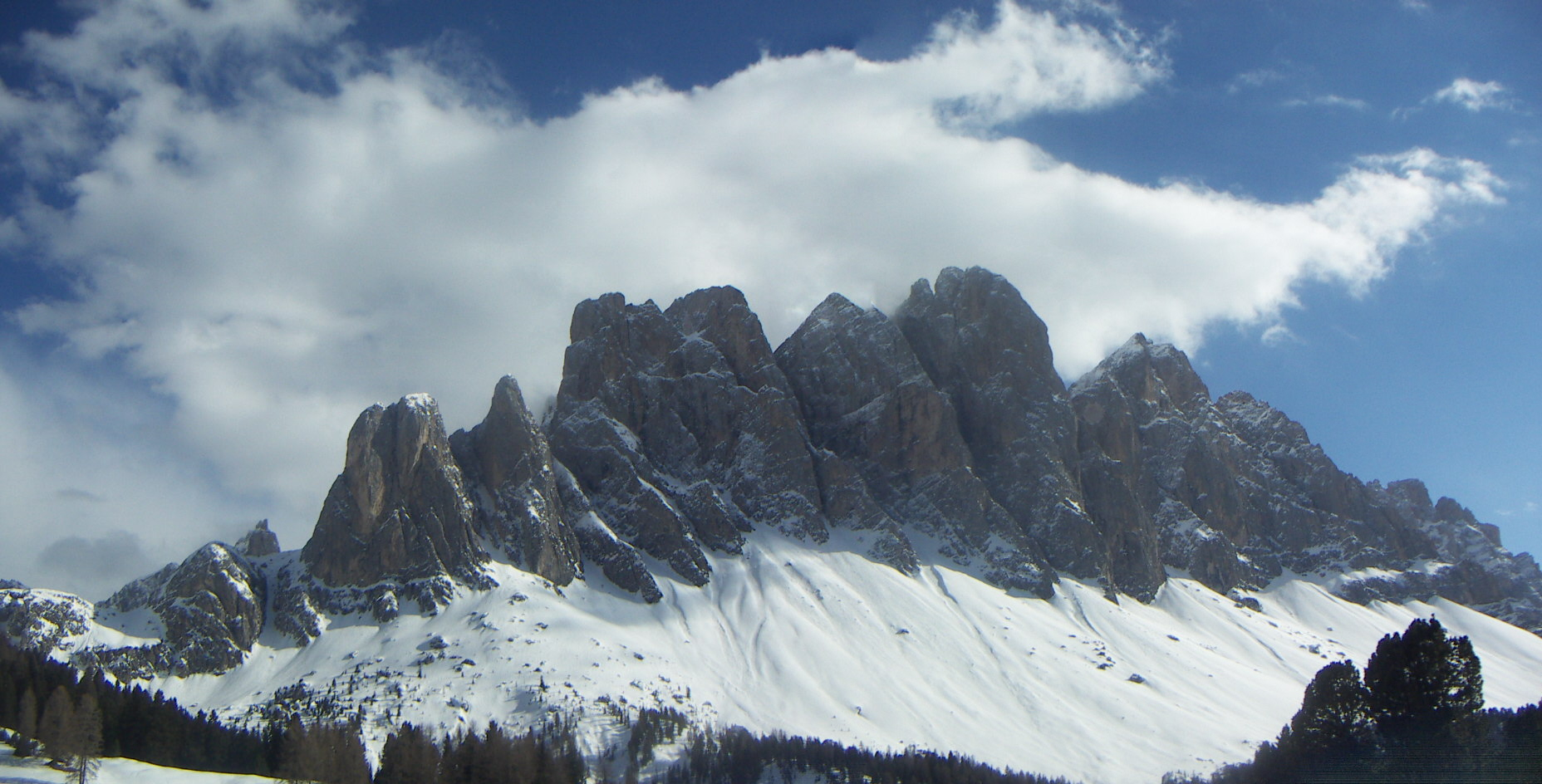
Gruppo delle Odle

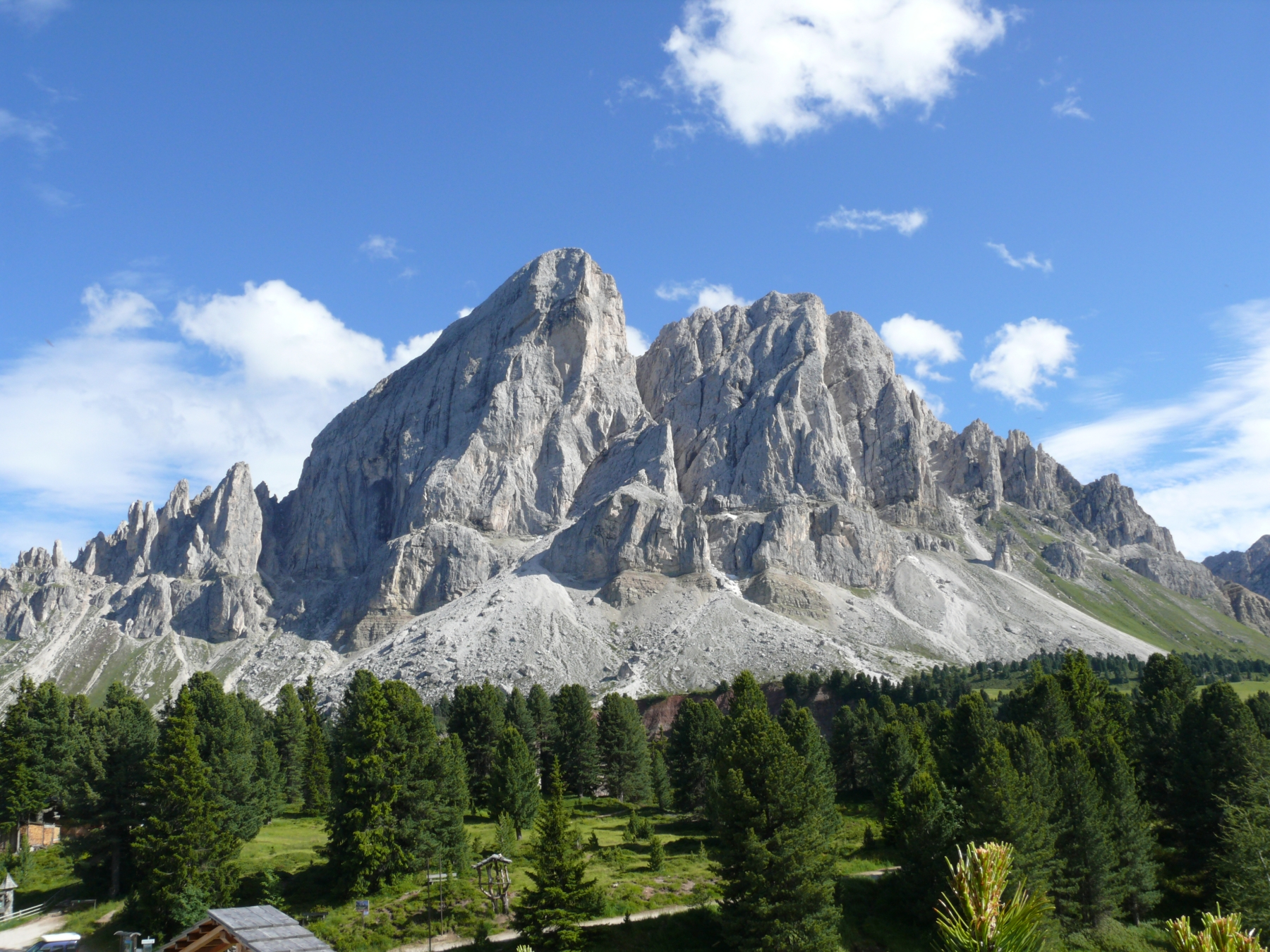
Gruppo Plose-Putia

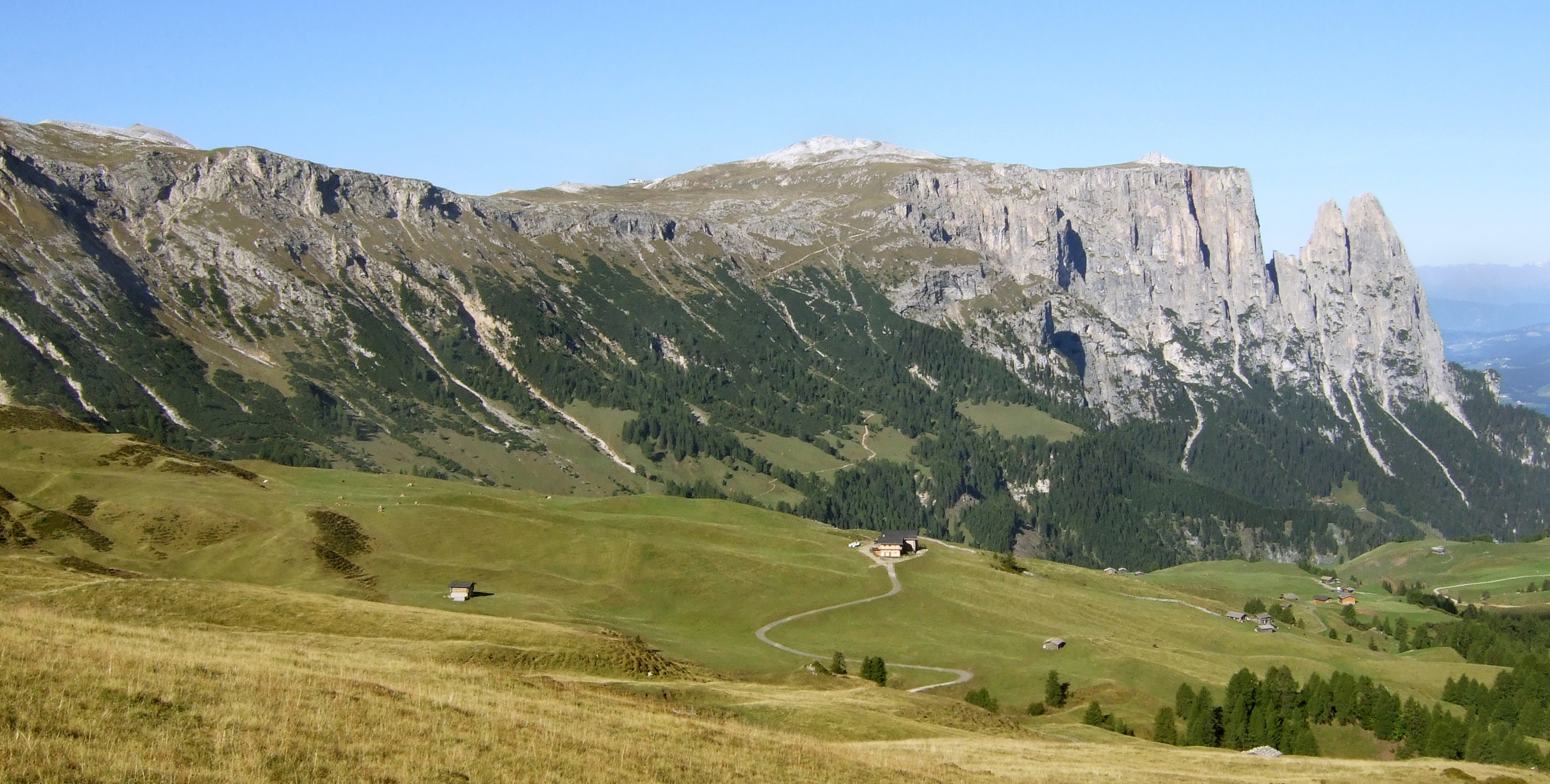
Massiccio dello Sciliar

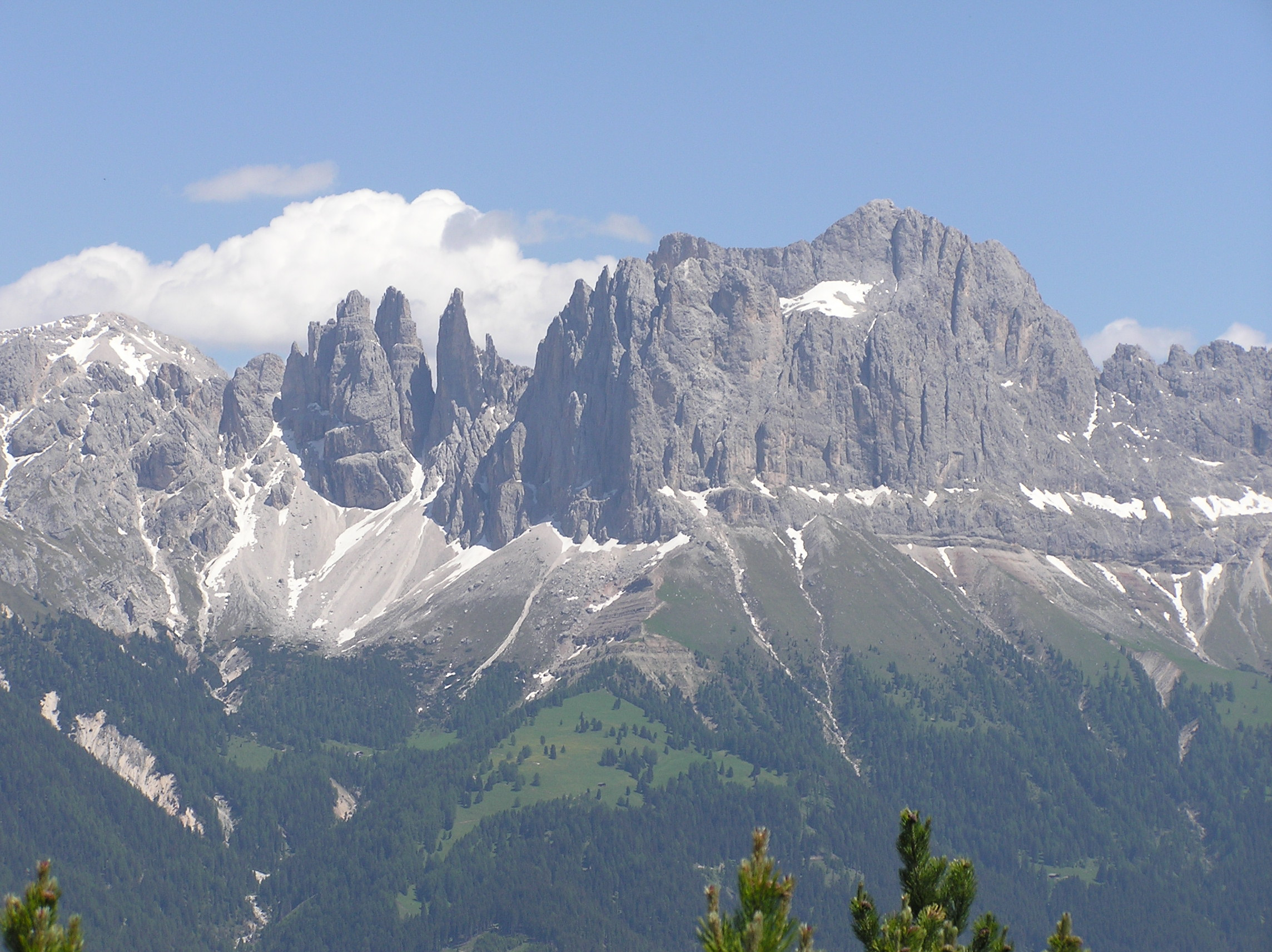
Gruppo del Catinaccio

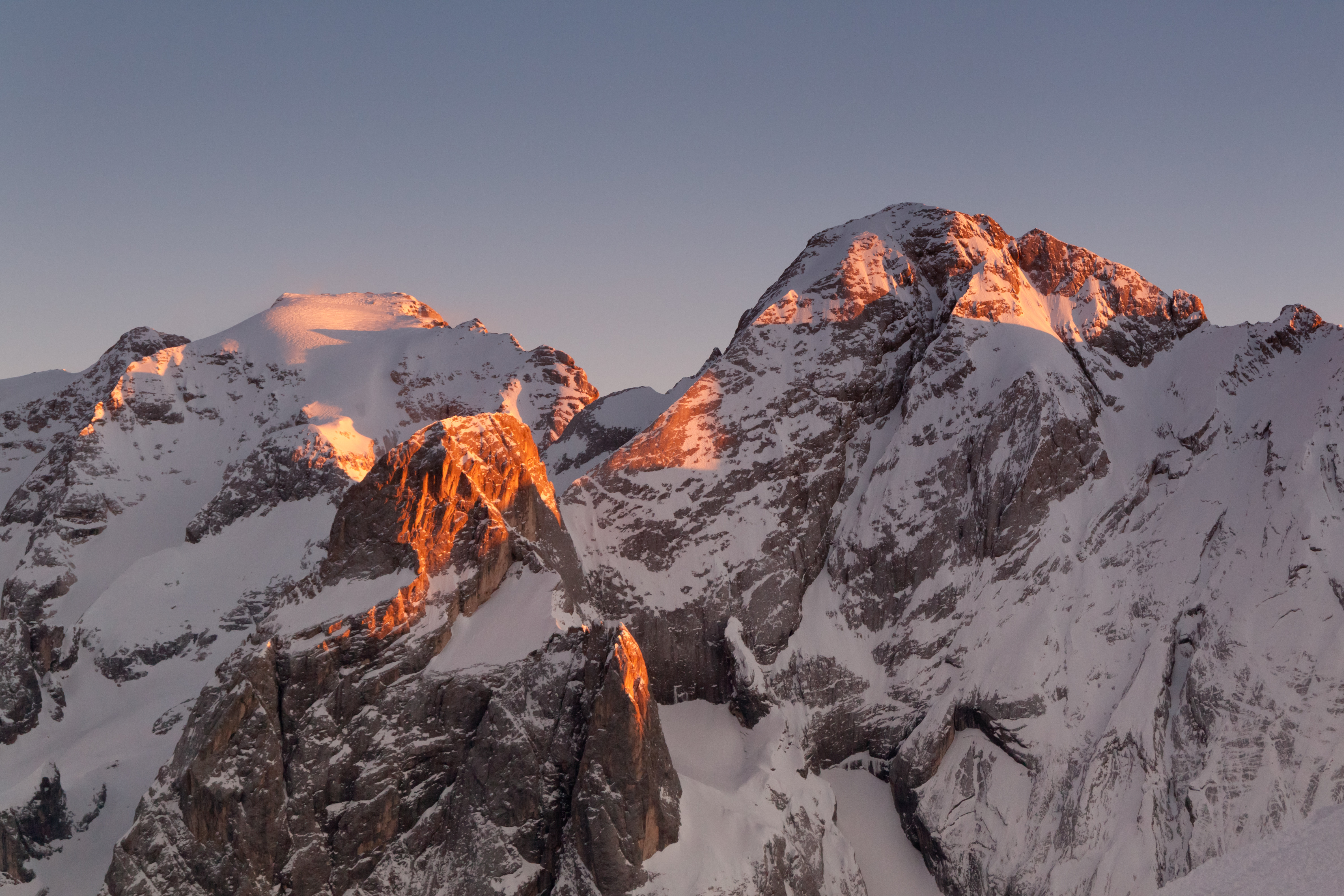
La Marmolada

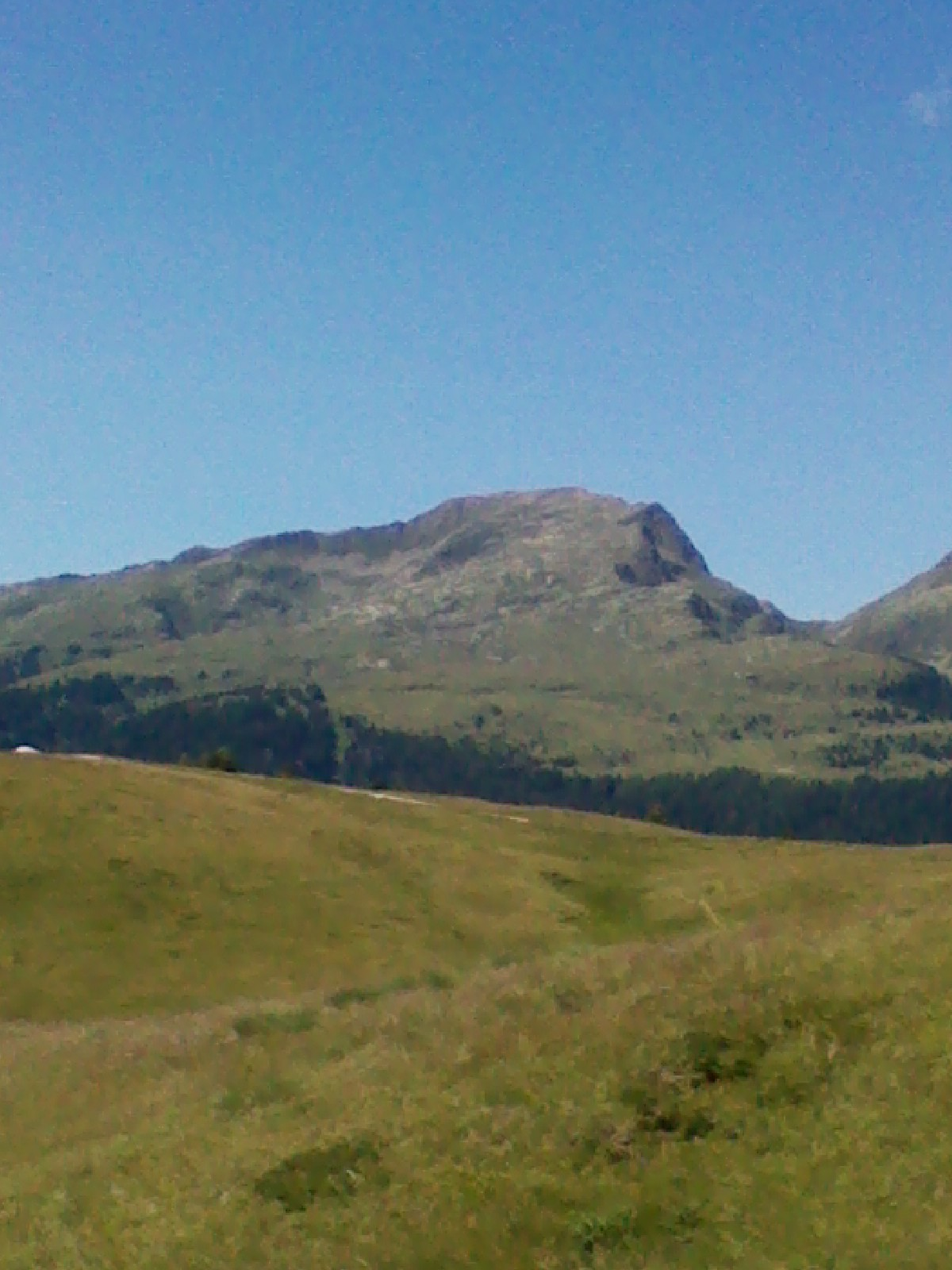
Catena di Bocche

- a nord con le Alpi della Zillertal (nelle Alpi dei Tauri occidentali) e separate dal corso del fiume Rienza;
- ad est con le Dolomiti di Sesto, di Braies e d'Ampezzo (nella stessa sezione alpina) e separate dal Passo di Campolongo;
- a sud-est con le Dolomiti di Zoldo (nella stessa sezione alpina) e separate dal torrente Cordevole;
- a sud con le Dolomiti di Feltre e delle Pale di San Martino (nella stessa sezione alpina) e separate dal Passo di Valles e dal Passo San Pellegrino
- a sud-ovest con le Dolomiti di Fiemme (nella stessa sezione alpina) e separate dal passo di Costalunga;
- ad ovest con le Alpi Sarentine (nelle Alpi Retiche orientali) e separate dalla Valle Isarco.

Ruotando in senso orario i limiti geografici sono: Passo di Campolongo, torrente Cordevole, torrente Biois, Passo Valles, torrente Travignolo, Val di Fiemme, Passo di Costalunga, Val d'Ega, Valle Isarco, Bressanone, fiume Rienza, Val Badia, Passo di Campolongo.

## Classificazione
La SOIUSA definisce le Dolomiti di Gardena e di Fassa una sottosezione alpina con la seguente classificazione:
- Grande parte = Alpi Orientali
- Grande settore = Alpi Sud-orientali
- Sezione = Dolomiti
- Sottosezione = Dolomiti di Gardena e di Fassa
- Codice = II/C-31.III

## Suddivisione
Si suddividono, secondo le definizioni della SOIUSA, in due supergruppi, dieci gruppi e trentanove sottogruppi:
- Dolomiti di Gardena (A)
  - Gruppo del Sella (A.1)
    - Sottogruppo del Boè (A.1.a)
    - Sottogruppo del Pissadù (A.1.b)
    - Sottogruppo delle Mesules (A.1.c)
    - Sottogruppo del Murfreid (A.1.d)

  - Gruppo del Sassolungo (A.2)
    - Massiccio del Sassolungo (A.2.a)
    - Settore del Sasso Levante (A.2.b)
    - Massiccio del Sassopiatto (A.2.c)

  - Gruppo dell'Alpe di Siusi (A.3)
    - Dorsale Palancia-Cresta di Siusi (A.3.a)
    - Dorsale Denti di Terra Rossa-Punta d'Oro-Piz (A.3.b)
    - Dorsale Bulacia-Salames-Col di Rende (A.3.c)

  - Gruppo del Puez (A.4)
    - Altopiano di Crepeina (A.4.a)
    - Altopiano della Gardenaccia (A.4.b)
    - Catena delle Cime di Puez (A.4.c)
    - Altopiano della Stevia (A.4.d)

  - Gruppo delle Odle i.s.a. (A.5)
    - Gruppo delle Odle p.d. (A.5.a)
    - Sottogruppo dei Resciesa (A.5.b)

  - Gruppo Plose-Putia (A.6)
    - Gruppo della Putia (A.6.a)
      - Catena delle Odle d'Eores (A.6.a/a)
      - Massiccio del Sass de Putia (A.6.a/b)

    - Sottogruppo della Plose (A.6.b)
    - Costiera di Luson (A.6.c)
- Dolomiti di Fassa (B)
  - Massiccio dello Sciliar (B.7)
    - Cresta di Terrarossa (B.7.a)
    - Massiccio Monte Pez-Cime di Siusi (B.7.b)
      - Massiccio Monte Pez (B.7.b/a)
      - Cime di Siusi (B.7.b/b)

    - Dorsale del Maglio (B.7.c)

  - Gruppo del Catinaccio (B.8)
    - Sottogruppo del Principe (B.8.a)
    - Sottogruppo Molignon-Antermoia (B.8.b)
      - Catena Molignon-Croda del Lago (B.8.b/a)
      - Catena d'Antermoia (B.8.b/b)

    - Sottogruppo del Larsec (B.8.c)
      - Dorsale Larsec-Scalieret (B.8.c/a)
      - Dorsale di Lausa (B.8.c/b)
      - Dorsale Pope-Cront (B.8.c/c)

    - Sottogruppo di Valbona (B.8.d)
      - Catena Grande di Valbona (B.8.d/a)
      - Catena Piccola di Valbona (B.8.d/b)
      - Cresta del Ciamin (B.8.d/c)

    - Catinaccio Centrale (B.8.e)
      - Catena Torri del Vaiolet-Croda di Re Laurino (B.8.e/a)
      - Cstena del Catinaccio Centrale (B.8.e/b)

    - Dorsale Nigra-Montalto di Nova (B.8.f)
    - Sottogruppo Coronelle-Mugioni (B.8.g)
    - Catena della Roda di Vael (B.8.h)

  - Gruppo della Marmolada (B.9)
    - Catena del Padon (B.9.a)
    - Massiccio della Marmolada (B.9.b)
    - Sottogruppo Ombretta-Ombrettola (B.9.c)
      - Massiccio Sasso Vernale-Cime d'Ombretta (B.9.c/a)
      - Cresta Ombrettola-Fop (B.9.c/b)

    - Catena dell'Auta (B.9.d)
    - Catena della Cima dell'Uomo (B.9.e)
    - Sottogruppo Collac-Buffaure (B.9.f)
    - Sottogruppo Monzoni-Vallaccia (B.9.g)

  - Catena di Bocche (B.10)
    - Massiccio della Cima di Bocche (B.10.a)
    - Massiccio del Viezzena (B.10.b)

Le Dolomiti di Gardena ne costituiscono la parte settentrionale mentre le Dolomiti di Fassa sono collocate a sud. La Forcella Denti di Terrarossa ed il Passo Pordoi dividono i due supergruppi.

## Vette principali
- Marmolada - 3.343 m
- Sassolungo - 3181 m
- Piz Boè - 3.152 m
- Punta Grohmann - 3.126 m
- Sass Rigais - 3.025 m
- Furchetta - 3.025 m
- Cima Ombretta - 3.011 m
- Catinaccio d'Antermoia - 3.004 m
- Cima Pisciadù - 2.985 m
- Sassopiatto - 2.969 m
- Sasso Pordoi - 2.950 m
- Piz de Puez - 2.918 m
- Sass de Putia - 2.875 m
- Sassongher - 2.665 m
- Monzoni - 2.641 m
- Monte Gabler - 2.576 m
- Monte Pez - 2.563 m
- Plose - 2.562 m
- Mur del Pisciadù Occidentale - 2.495 m

## Osservazione
Il Gruppo del Sella ed il Gruppo del Sassolungo non sono considerati Patrimonio dell'umanità dell'UNESCO.